# Warner Bros. Pictures Animation
Warner Bros. Pictures Animation, precedentemente noto come Warner Animation Group (WAG), è uno studio di animazione statunitense che funge da etichetta cinematografica della divisione di produzione e distribuzione cinematografica della Warner Bros..
Fondato il 7 gennaio 2013 da Jeff Robinov, è il successore dello studio di animazione tradizionale Warner Bros. Feature Animation, chiuso nel 2004, ed è strettamente affiliato allo studio Warner Bros. Animation. I film prodotti finora da WBPA hanno incassato un totale di 2 miliardi di dollari al botteghino.

## Storia

### Origini e primi anni di attività
Il 7 gennaio 2013, Jeff Robinov (all'epoca capo della divisione cinematografica dello studio) fonda un dipartimento di sviluppo della sceneggiatura, definito come un think tank per lo sviluppo di film d'animazione e noto come Warner Animation Group. Il gruppo comprende Glenn Ficarra e John Requa, Nicholas Stoller, Jared Stern, Phil Lord e Chris Miller. La Warner Bros. ha creato tale gruppo nella speranza che la risposta al botteghino per i loro film possa essere competitiva con quelle di altri studi di animazione. 
Il 7 febbraio 2014, Warner Animation Group ha pubblicato il suo primo film, The LEGO Movie, un film animato da Animal Logic, che ha anche fornito l'animazione per entrambi gli spin-off. La pellicola è stata accolta con elogi dalla critica e si è rivelato un successo al botteghino. Grazie al successo del film, è stato creato un franchise multimediale, da cui sono stati prodotti due spin-off, LEGO Batman - Il film (The Lego Batman Movie) e LEGO Ninjago - Il film (The LEGO Ninjago Movie) (entrambi 2017), e un sequel, The LEGO Movie 2 - Una nuova avventura (The Lego Movie 2: The Second Part) nel 2019. Mentre LEGO Batman - Il film (The Lego Batman Movie) ha avuto successo al botteghino, gli altri due non sono stati entrambi in grado di recuperare il suo budget; in particolare Ninjago si è rivelato essere il primo flop cinematografico del gruppo. 
Il secondo film prodotto dal WAG, Cicogne in missione, è uscito il 23 settembre 2016. Ha ricevuto recensioni contrastanti dalla critica. Il 14 dicembre 2017, la Warner Bros. ha annunciato che Allison Abbate è stata nominata vicepresidente esecutivo e Chris Leahy è stata nominata vicepresidente senior. 
Smallfoot - Il mio amico delle nevi, distribuito il 28 settembre 2018, ha invece ricevuto recensioni perlopiù positive dalla critica ed è diventato un successo al botteghino. Nell'ottobre 2019, Locksmith Animation ha stipulato un accordo di produzione pluriennale con Warner Bros. Pictures e Warner Animation Group, i quali distribuiranno i film prodotti da Locksmith. 
Un reboot animato della serie cinematografica di Scooby-Doo, Scooby!, era inizialmente previsto per l'uscita nelle sale il 15 maggio 2020, poi posticipata a causa della pandemia di COVID-19. Infine, il 21 aprile 2020 è stato annunciato che sarebbe stato distribuito direttamente sulle piattaforme on demand in risposta alla pandemia. Ha ricevuto recensioni contrastanti dalla critica.
Il film Tom & Jerry, realizzato con tecnica mista live-action/animazione, è stato distribuito a livello internazionale l'11 febbraio 2021 e il 26 febbraio negli Stati Uniti sia nei cinema sia su HBO Max e contemporaneamente ha anche debuttato il nuovo logo della società per uniformarsi alla nuova immagine del gruppo Warner Bros.. Tale film ha ricevuto recensioni generalmente negative, divenendo il primo film dell'azienda a essere stroncato dalla critica.
Space Jam: New Legends (Space Jam: A New Legacy), con protagonista LeBron James, è uscito il 16 luglio 2021 ed è stato il primo film della Warner Animation Group a incorporare l'animazione tradizionale. Anche questo film ha ricevuto recensioni negative dalla critica ed è stato il secondo dopo Tom & Jerry, a causa dell'eccessivo product placement dello studio.
Il 29 luglio 2022 è uscito un film d'animazione basato sulla Legione dei Superanimali, DC League of Super-Pets. In questo caso, la pellicola è stata elogiata dalla critica.
Nel 2022 era prevista l'uscita del prequel a tema natalizio Scoob! Holiday Haunt, ambientato nel passato della banda del film originale, che doveva essere distribuito in streaming su HBO Max, ma è stato cancellato il 2 agosto 2022 in seguito alla fusione di WarnerMedia e Discovery in Warner Bros. Discovery, avvenuta nell'aprile 2022, da parte dell'amministratore delegato David Zaslav, adducendo come motivazione la riduzione dei costi e una maggior concentrazione delle risorse sui film per le sale cinematografiche piuttosto che sulla creazione di progetti per lo streaming. A seguito della fusione, è stato annunciato che nell'agosto successivo Allison Abbate avrebbe lasciato lo studio.
Il 9 febbraio 2023 sono circolate voci secondo cui l'ex direttore creativo della DreamWorks Animation, Bill Damaschke, sarebbe entrato in trattative per la guida dello studio. Tali voci hanno trovato riscontro effettivo il 5 maggio dello stesso anno da parte di Zaslav, il quale confermava che Damaschke era stato assunto e stava lavorando incessantemente insieme ai co-AD di Warner Bros. Pictures Group, Michael De Luca e Pamela Abdy, allo sviluppo di una nuova lista di film. 
Il 9 giugno seguente, Damaschke ha annunciato il cambio di nome della divisione in Warner Bros. Pictures Animation e ha dichiarato di aver intenzione di seguire con la linea creativa di Abdy e De Luca.

## Filmografia

### Lungometraggi
- The LEGO Movie, regia di Phil Lord e Chris Miller (2014)
- Cicogne in missione (Storks), regia di Nicholas Stoller e Doug Sweetland (2016)
- LEGO Batman - Il film (The Lego Batman Movie), regia di Chris McKay (2017)
- LEGO Ninjago - Il film (The LEGO Ninjago Movie), regia di Charlie Bean (2017)
- Smallfoot - Il mio amico delle nevi (Smallfoot), regia di Karey Kirkpatrick e Dženndi Tartakovskij (2018)
- The LEGO Movie 2 - Una nuova avventura (The Lego Movie 2: The Second Part), regia di Mike Mitchell
- Scooby! (Scoob!), regia di Tony Cervone (2020)
- Tom & Jerry, regia di Tim Story (2021)
- Space Jam: New Legends (Space Jam: A New Legacy), regia di Malcolm D. Lee (2021)
- DC League of Super-Pets, regia di Jared Stern e Sam Levin (2022)

## Loghi

Logo di Warner Animation Group utilizzato dal 2014 al 2021
Logo della Warner Animation Group utilizzato dal 2021 al 2023
Logo di Warner Bros. Pictures Animation utilizzato dal 9 giugno 2023 all'11 gennaio 2024